# Клудзе (Ліпський повіт)
Клудзе (пол. Kłudzie) — село в Польщі, у гміні Солець-над-Віслою Ліпського повіту Мазовецького воєводства.
Населення — 126 осіб (2011).
У 1975-1998 роках село належало до Радомського воєводства.

## Демографія
Демографічна структура станом на 31 березня 2011 року:
|          | Загалом | Допрацездатний вік | Працездатний вік | Постпрацездатний вік |
| -------- | ------- | ------------------ | ---------------- | -------------------- |
| Чоловіки | 61      | 9                  | 43               | 9                    |
| Жінки    | 65      | 5                  | 37               | 23                   |
| Разом    | 126     | 14                 | 80               | 32                   |